# Devonport (Tasmanië)
Devonport is een kleine stad aan de noordkust van het Australische eiland Tasmanië in de Local Government Area City of Devonport. De stad ligt aan de monding van de Mersey River en heeft rond de 25.000 inwoners.
De stad heeft een haven en is de aanlegplaats van de Spirit of Tasmania de veerboot naar Geelong. Ook is de stad bereikbaar via het nabijgelegen Devonport Airport. De stad heeft daarnaast sinds 1966 een stedenband met het Japanse Minamata.

## Geboren
- David Good (1947), golfer
- Matthew Richardson (1975), Australianfootballspeler
- Karl Menzies (1977), wielrenner
- Belinda Goss (1984), wielrenster
- Corey Cadby (1995), darter
- Macey Stewart (1996), wielrenster